# Ростовский регион Северо-Кавказской железной дороги
Ростовский регио́н Се́веро-Кавка́зской желе́зной доро́ги — один из шести регионов Северо-Кавказской железной дороги. Пути и инфраструктура находятся на территории Ростовской области и частично на территориях Волгоградской области и Краснодарского края. Эксплуатационная длина железных дорог региона составляет 1 941,6 км. В настоящее время самый крупный по протяжённости регион на дороге.

## История
В состав нынешнего Ростовского региона управления Северо-Кавказской железной дороги ранее входили Ростовское (НОД-1), Сальское (НОД-8) и Лиховское (НОД-9) отделения дороги, которые в 1997 году были объединены в одно Ростовское отделение, существовавшее до апреля 2010 года.
В целях повышения эффективности управления Северо-Кавказской железной дорогой и в связи с переходом ее на безотделенческую структуру приказом ОАО «РЖД» от 29 апреля 2010 годабыли упразднены все отделения дороги, в том числе и Ростовское. Однако, уже с 1 августа 2010 года был образован Ростовский регион Северо-Кавказской железной дороги в тех же границах бывших Ростовского, Сальского и Лиховского отделений.
В связи с формированием двух основных направлений движения поездов на СКЖД — главного пассажирского хода (через Ростов-Главный и Лихую) и главного грузового хода (через Сальск), рассматривается перспективный вопрос о разукрупнении Ростовского региона, путём создания нового Сальского региона управления (возможно в границах бывшего Сальского отделения дороги, существовавшего до 1997 года, по аналогии разделения Краснодарского региона и выделении из его состава нового Туапсинского региона управления в июле 2020 года). 

## Территория
В соответствии с приказами начальника СКЖД установлены границы регионов дороги и обозначены на схеме, согласно которой Ростовский регион граничит:
- с Юго-Восточной железной дорогой:
  - с Лискинским регионом
    - по 54 км станции Сохрановка на линии Журавка — Боченково
    - по 1899 км станции Чертково на линии Журавка — Миллерово

- с Приволжской железной дорогой:
  - с Волгоградский регионом:
    - по 153 км на линии Волгоград — Лихая
    - по 194 км на линии Волгоград — Сальск

- с Железными дорогами Новороссии:
  - по станции Успенская (1213 км) на линии Иловайск — Марцево
  - по станции Гуково (133 км) на линии Лихая — Дебальцево
  - по станции Разъезд 122 км (включая её) на линии Миллерово — Луганск

- со своей же Северо-Кавказской железной дорогой:
  - с Краснодарским регионом:
    - по 531 км на линии Тихорецкая — Сальск
    - по 1387 км на линии Тихорецкая — Батайск
    - по 1446 км на линии Староминская — Батайск[3].

Территория Ростовского региона включает следующие линии:
А) ЭЛЕКТРИФИЦИРОВАННЫЕ:
- Ростов-Главный — Лихая — Миллерово
- Ростов-Главный — Таганрог — Марцево — Успенская (1213 км)
- Ростов-Главный — Батайск
- Батайск — Азов
- Батайск — Староминская (1446 км)
- Батайск — Кущёвка (1387 км)
- Боченково — Сохрановка (54 км)
- Миллерово — Чертково (1899 км)
- Лесостепь — Усть-Донецкая
- Горная — Михайло-Леонтьевская (без пассажирского движения)
- Сальск — Котельниково (194 км)
- Сальск — Тихорецкая (532 км)

Б) НЕЭЛЕКТРИФИЦИРОВАННЫЕ (НА ТЕПЛОВОЗНОЙ ТЯГЕ):
- Батайск — Сальск
- Морозовская — Куберле
- Лихая — Морозовская
- Лихая — Гуково (до 133 км) (без пассажирского сообщения)
- Предугольная — Чапаевка- Ростовская (без пассажирского сообщения)
- Миллерово — разъезд 122 км (не действующая, на консервации).

## Инфраструктура региона
- Ростовский центр организации работы железнодорожных станций.Структурно в состав центра входят следующие станции: Ростов-Главный, Таганрог-Пассажирский, Каменоломни,  Миллерово, Морозовская, Азов; Быстрореченская;  Горная; Грачи; Гуково; Жирнов; Замчалово; Заречная; Каменская; Кизитеринка, Марцево, Новомихайловская; Репная; Ростов-Западный; Ростов-Товарный; Сулин; Таганрог; Хотунок ,Александровка,  Белая Калитва, Божковская, Боченково, Вальково, Васильево-Петровская,  Виноградовка,   Глубокая, Гниловская,  Зверево, Зверевская,  Кадамовка,  Каяла, Койсуг, Колодези,  Кутейниково, Лесостепь, Локомотивстрой, Мальчевская, Матвеев Курган, Михайло-Леонтьевская, Морозовская-Южная, Морская, Неклиновка, Несветай, Новочеркасск, Персиановка, Погорелово, Предугольная,Синявская, Сохрановка, Тарасовка, Тацинская, Темерник,  Успенская, Усть-Донецкая, Хапры, Чапаевка-Ростовская, Чертково,  Шахтная, Шептуховка, Юбилейная, а также разъезды: Васильевский, Высочино, Зоологический Сад,Какичев,Ковылкин,Кулешовский, Кумшалек;
- Сальский центр организации работы железнодорожных станций. Структурно в состав Сальского центра входят следующие станции: Сальск, Куберле,Волгодонская; Атаман,Белоглинская, Гашун, Двойная, Ельмут, Ея, Зерноград,Кагальник,Конармейская, Кутейниковская,  Мокрый Батай,Песчанокопская, Мечётинская, Порошинская,Пролетарская, Развильная,  Ровное, Ремонтная,Саловский, Семичная, Трубецкая,  Целина, Цимлянская,Черкасская, Шаблиевская, а также разъезды: Забытый,Мелиоративный,Разъезд 103 км,  Разъезд 169 км,Хутуны;
- Обособленная сортировочная станция Батайск;
- Обособленная сортировочная станция Лихая.

Локомотивные депо (эксплуатационные)
В составе Северо-Кавказской дирекции тяги в границах Ростовского региона действуют эксплуатационные локомотивные депо Сальск (ТЧЭ-14), Батайск (ТЧЭ-6) и Лихая (ТЧЭ-1). 
Локомотивные депо (сервисные)
В границах Ростовского региона Северо-Кавказской железной дороги расположены следующие сервисные локомотивные депо Филиала «Северо-Кавказский» ООО «ЛокоТех-Сервис»: Сервисные локомотивные депо Сальск-Грузовое, Батайск и Морозовская.
Дистанции электрификации и энергоснабжения
- Ростовская, Сальская и Лиховская дистанции электрификации и электроснабжения.

Дистанции пути
- Ростовская, Батайская, Шахтинская, Таганрогская, Сальская, Куберлеевская, Миллеровская, Белокалитвенская и Лиховская.

Дистанции сигнализации, централизации и блокировки
- Ростовская, Батайская, Сальская и Лиховская дистанция сигнализации, централизации и блокировки.

Вагонные депо (эксплуатационные)
- эксплуатационное вагонное депо Батайск
- эксплуатационное вагонное депо Лихая

Вагонные ремонтные депо
- Вагонное ремонтное депо Батайск структурно входит в АО «Вагонная ремонтная компания — 1» (АО «ВРК-1»)[5].
- Вагонные ремонтные депо Сальск  структурно входит в АО «ОМК Стальной путь»[6].
- Вагоноремонтный завод Каменоломни структурно входит в «Новая вагонная компания» («НВК»)[7].
- Ремонтное вагонное депо Морозовская ООО «Колёса РЖД».

Прочие предприятия ж.д. транспорта
- Моторвагонное депо Ростов Северо-Кавказской дирекции моторвагонного подвижного состава
- Ростовская дистанция гражданских сооружений (НГЧ-1)

Грузовые дворы Ростовского производственного участка:
- Опорный грузовой двор ст. Каменская (грузовые дворы ст. Миллерово, ст. Гуково, ст. Лихая);
- Опорный грузовой двор ст. Таганрог (грузовые дворы ст. Марцево,ст. Неклиновка);
- Опорный грузовой двор ст. Сальск (грузовые дворы ст. Волгодонская, ст. Целина, ст. Элиста);
- Опорный грузовой двор ст. Ростов-Западный ( грузовые дворы ст. Ростов-Товарный, ст. Азов, ст. Хотунок).

## Типы станций региона
- Пассажирские станции: Ростов-Главный, Таганрог-Пассажирский.
- Сортировочные станции: Батайск, Лихая.
- Участковые станции: Сальск, Куберле,Каменоломни, Морозовская, Миллерово.
- Грузовые станции: Азов, Быстрореченская; Волгодонская, Горная; Грачи; Гуково, Жирнов; Замчалово; Заречная; Каменская, Кизитеринка; Марцево;Новомихайловская; Репная; Ростов-Западный; Ростов-Товарный, Сулин, Таганрог, Хотунок.
- Промежуточные станции (станции, разъезды и блокпосты): Александровка, Атаман, Белая Калитва, Белоглинская, Блокпост 19 км, Блокпост 1352 км, Божковская, Боченково, Вальково, Васильево-Петровская, Васильевский, Виноградовка, Высочино (рзд), Гашун (рзд), Глубокая, Гниловская,  Двойная, Ельмут, Ея, Забытый (рзд), Зверево, Зверевская, Зелёный Луг (рзд), Зерноград, Зоологический Сад (рзд), Кагальник, Кадамовка, Какичев, Каяла, Ковылкин, Койсуг, Колодези, Конармейская, Кулешовский (рзд), Кумшалек, Кутейниково, Кутейниковская, Лесостепь, Локомотивстрой, Мальчевская, Матвеев Курган, Мелиоративный (рзд), Мечётинская, Михайло-Леонтьевская, Мокрый Батай, Морозовская-Южная, Морская, Неклиновка, Несветай, Новочеркасск, Персиановка, Песчанокопская, Погорелово, Порошинская, Предугольная, Пролетарская, Проточный (бп), Развильная, Разъезд 103 км (рзд), Разъезд 169 км, Ровное, Ремонтная, Саловский (рзд), Семичная, Синявская, Сохрановка, Тарасовка, Тацинская, Темерник, Трубецкая, Успенская, Усть-Донецкая, Хапры, Хутуны (рзд), Целина, Цимлянская, Чапаевка-Ростовская, Черкасская, Чертково, Шаблиевская, Шахтная, Шептуховка, Юбилейная.

## Руководство региона
Тарасенко Андрей Николаевич — заместитель начальника Северо-Кавказской железной дороги (по территориальному управлению), Ростовский регион.
Телефон приемной — 8 (863) 238-37-12